# Skadovský rajón
Skadovský rajón (ukrajinsky Скадовський район) je rajón v Chersonské oblasti na Ukrajině. Hlavním městem je Skadovsk a rajón má přibližně 127 tisíc obyvatel. Od počátku ruské invaze na Ukrajinu je rajón okupován Ruskou federací.

## Města v rajónu
- Hola Prystaň
- Skadovsk